# Jugendgerichtstag
Der Deutsche Jugendgerichtstag ist eine alle drei Jahre wiederkehrende Veranstaltung der Jugendkriminalrechtspflege auf Bundesebene, die allen Interessierten, in erster Linie für Jugendrichter und Jugendstaatsanwälte, Beschäftigte in der Jugendgerichtshilfe, Jugendhilfe und im Jugendstrafvollzug, sowie der Polizei, Sozialpädagogen und Wissenschaftlern offensteht.
Der erste Deutsche Jugendgerichtstag fand 1909 in Berlin-Charlottenburg statt. 1917 etablierte Franz von Liszt die Tagung als ständige Institution. Sie wird durch die Deutsche Vereinigung für Jugendgerichte und Jugendgerichtshilfen (DVJJ), die auf der vierten Tagung 1917 (sog. Kriegstagung) gegründet wurde, organisiert und hat in der Regel ein Schwerpunktthema. Zu den einzelnen Jugendgerichtstagen werden Tagungsbände veröffentlicht.
Daneben werden in den einzelnen Bundesländern auch Jugendgerichtstage von den DVJJ-Landesgruppen veranstaltet.
| Bisher durchgeführte Deutsche Jugendgerichtstage | Bisher durchgeführte Deutsche Jugendgerichtstage | Bisher durchgeführte Deutsche Jugendgerichtstage |
| ------------------------------------------------ | ------------------------------------------------ | ------------------------------------------------ |
| 1.                                               | Berlin-Charlottenburg                            | 15. – 17. März 1909                              |
| 2.                                               | München                                          | 29. Sept. – 1. Okt. 1910                         |
| 3.                                               | Frankfurt am Main                                | 10. – 12. Okt. 1912                              |
| 4.                                               | Berlin                                           | 12. – 14. April 1917                             |
| 5.                                               | Jena                                             | 27. – 28. Sept. 1920                             |
| 6.                                               | Heidelberg                                       | 17. – 19. Sept. 1924                             |
| 7.                                               | Stuttgart                                        | 8. – 10. Sept. 1927                              |
| 8.                                               | Bad Godesberg                                    | 20. – 22. April 1950                             |
| 9.                                               | München                                          | 8. – 9. Okt. 1953                                |
| 10.                                              | Marburg                                          | 11. – 13. Okt. 1956                              |
| 11.                                              | Stuttgart                                        | 22. – 24. Okt. 1959                              |
| 12.                                              | Regensburg                                       | 4. – 6. Okt. 1962                                |
| 13.                                              | Münster                                          | 14. – 16. Okt. 1965                              |
| 14.                                              | Braunschweig                                     | 3. – 5. Okt. 1968                                |
| 15.                                              | Heidelberg                                       | 22. – 24. Sept. 1971                             |
| 16.                                              | Darmstadt                                        | 17. – 19. Sept. 1974                             |
| 17.                                              | Saarbrücken                                      | 27. – 30. Sept. 1977                             |
| 18.                                              | Göttingen                                        | 29. Sept. – 3. Okt. 1980                         |
| 19.                                              | Mannheim                                         | 3. – 7. Okt. 1983                                |
| 20.                                              | Köln                                             | 6. – 10. Okt. 1986                               |
| 21.                                              | Göttingen                                        | 30. Sept. – 4. Okt 1989                          |
| 22.                                              | Regensburg                                       | 26. – 29. Sept. 1992                             |
| 23.                                              | Potsdam                                          | 23. – 27. Sept. 1995                             |
| 24.                                              | Hamburg                                          | 18. – 22. Sept. 1998                             |
| 25.                                              | Marburg                                          | 28. Sept. – 2. Okt. 2001                         |
| 26.                                              | Leipzig                                          | 25. – 28. Sept. 2004                             |
| 27.                                              | Freiburg im Breisgau                             | 15. – 18. Sept. 2007                             |
| 28.                                              | Münster                                          | 11. – 14. Sept. 2010                             |
| 29.                                              | Nürnberg                                         | 14. – 17. Sept. 2013                             |
| 30.                                              | Berlin                                           | 14. – 17. Sept. 2017                             |
| 31.                                              | Online                                           | 16. – 18. Sept. 2021                             |
| 32.                                              | Berlin                                           | 15. – 18. Sept. 2023                             |